# Dino Alfieri
Pour les articles homonymes, voir Alfieri.
Edoardo Alfieri, surnommé « Dino », né le 8 décembre 1886 à Bologne et mort le 2 janvier 1966 à Milan, est un homme politique et un diplomate italien.

## Biographie
En 1911, Edoardo Alfieri obtient un diplôme en droit et peu après adhère au nationalisme d'Enrico Corradini. Interventionniste, il est volontaire pendant la Première Guerre mondiale et en 1923, il critique la convergence de l'association nationaliste italienne dans le parti national fasciste, dont il est cependant élu député en 1924. Il conserve son siège à la Chambre jusqu'en 1939.
Pendant la période des gouvernements mussoliniens, il reçoit plusieurs charges et en 1929, il est sous-secrétaire aux corporations. En 1932, il est nommé directeur de l'exposition de la révolution fasciste dont il est l'instigateur comme directeur de l'institut de la culture fasciste de Milan. En 1935, il est sous-secrétaire à la presse et à la propagande, assumant les fonctions du ministre Galeazzo Ciano qui participe à la  guerre d'Éthiopie. Lorsque celui-ci, en 1937, occupe le ministère des Affaires étrangères, Alfieri est nommé ministre de la Culture populaire et un an après il se déclare favorable aux lois raciales approuvées depuis peu par le régime.
Il est ambassadeur d'Italie auprès du Vatican en 1939 puis ambassadeur en Allemagne en 1940 où il a fait la connaissance d'Adolf Hitler. Membre du Grand Conseil du fascisme, en juillet 1943, il soutient la motion de Dino Grandi et pour éviter la répression de Mussolini, il s'enfuit en Suisse grâce à la complicité d'un prêtre, don Isidoro Marcionetti. Il est condamné à mort par contumace lors du procès mussolinien de Vérone en 1944.
En 1947, il rentre en Italie et publie Due dittatori di fronte (« deux dictateurs face à face »).